# Michael Bennett (ciclista)
Michael John Bennett (Birmingham, 8 de julio de 1949) es un deportista británico que compitió en ciclismo en la modalidad de pista, especialista en la prueba de persecución por equipos.
Participó en dos Juegos Olímpicos de Verano, obteniendo en total dos medallas de bronce, ambas en la prueba de persecución por equipos, en Múnich 1972 junto con Ian Hallam, Ronald Keeble y William Moore, y en Montreal 1976 junto con Ian Hallam, Ian Banbury y Robin Croker.
Ganó una medalla de plata en el Campeonato Mundial de Ciclismo en Pista de 1973, en la disciplina de persecución por equipos.

## Medallero internacional
| Juegos Olímpicos   | Juegos Olímpicos        | Juegos Olímpicos  | Juegos Olímpicos            |
| Año                | Lugar                   | Medalla           | Competición                 |
| ------------------ | ----------------------- | ----------------- | --------------------------- |
| 1972               | Múnich ( RFA)           | Medalla de bronce | Persecución por equipos     |
| 1976               | Montreal ( Canadá)      | Medalla de bronce | Persecución por equipos     |
| Campeonato Mundial |                         |                   |                             |
| Año                | Lugar                   | Medalla           | Competición                 |
| 1973               | San Sebastián ( España) | Medalla de plata  | Persecución por equipos (A) |